# Bruni Mayer
Bruni Mayer (* 10. Juli 1947 in München) ist eine niederbayerische Kommunalpolitikerin (UWG). Vom 30. November 1987 bis zum 29. November 2011 war sie Landrätin des Landkreises Rottal-Inn.
Mayer absolvierte eine Lehre zur Modistin und eine Ausbildung zur Großhandels-Kauffrau und war später als Mitarbeiterin bei einer Zeitung angestellt. Ihr Ehemann, der Landproduktehändler Ludwig Mayer († Januar 2006), war seit seiner Gründung im Jahr 1972 Landrat des Landkreises Rottal-Inn. Als dieser aufgrund von Vorwürfen finanzieller Unregelmäßigkeiten 1983 sein Amt niederlegte und seine Wiederwahl 1984 im August 1987 vom Verwaltungsgericht aufgehoben wurde, kandidierte seine Ehefrau für das Amt des Landrats. Bei der Wahl am 15. November 1987 setzte sie sich durch und trat das Amt zum 30. November 1987 an.
Am 20. Juli 2011 wurde sie mit dem Bayerischen Verdienstorden ausgezeichnet.
Bei der turnusmäßigen Landratswahl am 23. Oktober 2011 trat die zu diesem Zeitpunkt dienstälteste Landrätin Bayerns nicht mehr an und trat Ende November 2011 in den Ruhestand.
Ihre Lebensgeschichte war Inhalt einer 1988 gedrehten 30-minütigen TV-Dokumentation, die in der ARD im Rahmen der Sendereihe Frauengeschichten ausgestrahlt wurde. Im Jahr 2021 berichtete eine Folge der Dokumentarfilmreihe Lebenslinien über Bruni, die „Königin vom Rottal“ und stellte ihre Lebensgeschichte in einem 45-minütigen Porträt vor.